# Kanu-Sport-Gemeinschaft Köln
Die Kanu-Sport-Gemeinschaft Köln (KSG) ist ein gemeinnütziger Kanuverein in Köln. Neben der allgemeinen Jugendarbeit unterhält die KSG eine Rennmannschaft im Kanuwildwassersport.

## Entwicklung
Gegründet wurde die KSG am 4. November 1977 als Schülersportgemeinschaft der Gesamtschule im Kölner Stadtteil Höhenhaus mit dem Ziel, Kinder und Jugendliche an den Kanusport heranzuführen. Zunächst war die KSG am Deutzer Hafen, später beim VKC Tennis-Club Köln im Kölner Stadtteil Poll untergebracht. Nach sehr viel Eigenleistung konnte die KSG am 30. August 2008 ein eigenes Bootshaus auf einem Grundstück an der Südbrücke in Poll einweihen.

## Sportliches
Seit 1980 nehmen regelmäßig Sportler der KSG an Wettkämpfen in der Wildwasserabfahrt des Wildwasserrennsports teil. In den folgenden Jahren wurde die KSG für starke Nachwuchspaddler in den Schüler- und Jugendklassen bekannt. Hier konnten insgesamt 14 Titel als Deutscher Meister, 18 Silbermedaillen und 27 Bronzemedaillen errungen werden. Die Ergebnislisten werden seit einigen Jahren vom Deutschen Kanu-Verband ins Internet gestellt. Der spätere fünffache Weltmeister Markus Gickler begann seine sportliche Karriere bei der KSG.
Während des Bootshausbaus stockte die sportliche Entwicklung, so dass nach dessen Fertigstellung die Rennmannschaft neu aufgebaut werden musste. Seit 2010 konnten neben nationalen Erfolgen auf den Deutschen Meisterschaften auch internationale Erfolge eingefahren werden. Diese Entwicklung ist vor allem durch die intensive Nachwuchsarbeit begründet, die sich der Verein zur Hauptaufgabe gemacht hat.
Die deutsche Meisterschaft errangen:
| Jahr | Fluss              | Sportler | Kategorie                   |
| ---- | ------------------ | --- | --------------------------- |
| 1987 | Brandenberger Ache | Thomas Wirotius Deutscher Meister/Jesco Fußwinkel Deutscher Vizemeister                                                 | K1 m. Schüler B             |
| 1989 | Brandenberger Ache | Thomas Wirotius Deutscher Meister/Jesco Fußwinkel Deutscher Vizemeister                                                 | K1 m. Schüler A             |
|      |                    | Thomas Wirotius – Jesco Fußwinkel – Thorsten Eißele Deutscher Meister                                                   | K1 Schülermannschaft        |
| 1990 | Inn                | Thomas Wirotius – Jesco Fußwinkel Deutscher Meister                                                                     | C2 m. Jugend                |
| 1991 | Kössener Ache      | Ingo Peschel – Marc Schüller                                                                                            | C2 m. Jugend                |
| 1994 | Saalach            | Janine Dell | K1 w. Schüler A             |
|      |                    | Frank Hof | K1 m. Schüler B             |
| 1995 | Brandenberger Ache | Janine Dell | K1 w. Jugend                |
| 1998 | Brandenberger Ache | Christiane Schneider | K1 w. Jugend                |
| 1999 | Brandenberger Ache | Jugendmannschaft des KCGG Köln mit Christian Kitzing und Bernd Scholz von der KSG                                       | K1 Jugendmannschaft         |
| 2010 | Saalach            | Leon Reucher | K1 Sprint m. Schüler B      |
| 2011 | Brandenberger Ache | Leon Reucher – Ruven Christopher – David Pohlmeyer                                                                      | K1 Sprint Schülermannschaft |
| 2012 | Mur                | Leon Reucher | K1 Sprint m. Schüler A      |
|      |                    | Leon Reucher | K1 Classic m. Schüler A     |
| 2014 | Brandenberger Ache | Leon Reucher | K1 Sprint m. Jugend         |
|      |                    | Anna Bohn | K1 Classic w. Junioren      |
| 2015 | Saalach            | Herrenmannschaft des KSK-team Köln mit Dennis Drieschner von der KSG und Markus Gickler und Andreas Heilinger ehem. KSG | K1 Classic Herrenmannschaft |
| 2016 | Unstrut            | Raphael Lipinski | K1 Sprint m. Jugend         |
|      | Kössener Ache      | Ines Bäuerle – Anna Bohn – Kira Müller                                                                                  | K1 Classic Damenmannschaft  |
| 2018 | Unstrut            | Marlene Wesseling | K1 Sprint w. Schüler        |
|      |                    | Ines Bäuerle – Anna Bohn – Meghan Jaedicke                                                                              | K1 Sprint Damenmannschaft   |
|      | Saalach            | Marlene Wesseling | K1 Classic w. Schüler       |
|      |                    | Herrenmannschaft des KSK-team Köln mit Dominic Drieschner von der KSG und Markus Gickler und Ben Langenbeck ehem. KSG   | K1 Classic Herrenmannschaft |

Erste WM-Teilnahmen
2015 startete Ines Bäuerle bei den Wildwassersprint-Weltmeisterschaften in Wien und 2016 bei den Wildwasserrennsport-Weltmeisterschaften in Banja Luka für Hongkong.
Junioren- und U23-Nationalmannschaft
Anna Bohn schaffte 2013 und 2014 die Qualifikation für die Junioren-EM bzw. -WM. Bei der Junioren-EM 2013 erreichte sie mit der Mannschaft den zweiten Platz. 2017 gewann sie mit dem Deutschen U23-Damenteam die Bronzemedaille bei den Weltmeisterschaften in Murau. 2018 konnte sie sich für die U23-Europameisterschaften in Skopje qualifizieren. Ebenfalls qualifizierte sich Raphael Lipinski 2018 für die Junioren-EM.
2020 qualifizierten sich mit Anna Bohn, Marlene Wesseling, Meghan Jaedicke und Sophia Schmidt vier Sportlerinnen für die Junioren und U23-WM in Bosnien-Herzegowina. Bohn und Wesseling wurden mit ihren Mannschaften im Sprint jeweils Weltmeisterinnen.
Weltcup
2016 startete Dominic Drieschner als erster Sportler der Vereinsgeschichte beim Weltcup, 2018 war neben ihm auch Ruven Christopher im deutschen Weltcup-Team. 2019 vertraten Dennis John und Anna Bohn die deutschen Farben beim ersten Weltcuplauf in Treignac (FRA).

### Sprint-Weltmeisterschaften in Seu d’Urgell (ESP)
2020 qualifizierte sich mit Meghan Jaedicke zum ersten Mal eine KSG-Sportlerin für eine WM im deutschen Nationalteam. Im Mannschaftssprint gewann sich mit Jil-Sophie Eckert (KC Fulda) und Sabine Füßer Bronze.

## Jugendarbeit
Die KSG bietet jeden Sommer offene Kurse für Kinder und Jugendliche an, die das Paddeln erlernen wollen. Besonders eng ist die Kooperation mit der Gemeinschaftsgrundschule "Poller Hauptstr.", der Realschule "Am Hasental" und den Gymnasien "Thusneldastr." und "Schaurtestr."
Neben dem Paddelbetrieb unterhält die KSG eine eigene Kletterwand mit unterschiedlichen Schwierigkeitsstufen. Aber auch andere sportliche Aktivitäten können auf dem Grundstück am Bootshaus oder auf den Poller Wiesen ausgeübt werden.
Um Ostern fährt die KSG jedes Jahr in ein Zeltlager bei Vallon-Pont-d’Arc (Südfrankreich) zum Paddeln auf der Ardèche. Dort erfolgt auch regelmäßig eine Teilnahme an internationalen Rennen.

## Nachweise
1. ↑  Deutscher Kanu-Verband, Ergebnisse Kanu-WildwasserrennsportArchivierte Kopie (Memento vom 11. Februar 2011 im Internet Archive)
2. ↑  Deutscher Kanu-Verband, Ergebnisliste DM 1987
3. ↑  Deutscher Kanu-Verband, Ergebnisliste DM 1989
4. ↑  Deutscher Kanu-Verband, Ergebnisliste DM 1989
5. ↑  Deutscher Kanu-Verband, Ergebnisliste DM 1990
6. ↑  Deutscher Kanu-Verband, Ergebnisliste DM 1991
7. ↑  Deutscher Kanu-Verband, Ergebnisliste DM 1994
8. ↑  Deutscher Kanu-Verband, Ergebnisliste DM 1994
9. ↑  Deutscher Kanu-Verband, Ergebnisliste DM 1995
10. ↑  Deutscher Kanu-Verband, Ergebnisliste DM 1998
11. ↑  Deutscher Kanu-Verband, Ergebnisliste DM 1999
12. ↑  Deutscher Kanu-Verband, Ergebnisliste, Rennen 13 (PDF (Memento vom 4. März 2016 im Internet Archive))
13. ↑  Deutscher Kanu-Verband, Ergebnisliste, Rennen 23 (PDF)
14. ↑  Deutscher Kanu-Verband, Ergebnisliste (PDF)
15. ↑  Deutscher Kanu-Verband, Ergebnisliste (PDF)
16. ↑  Deutscher Kanu-Verband, Ergebnisliste (PDF)
17. ↑  Deutscher Kanu-Verband, Ergebnisliste (PDF)
18. ↑  Deutscher Kanu-Verband, Ergebnisliste, Rennen 26 (PDF)
19. ↑  Deutscher Kanu-Verband, Ergebnisliste ()
20. ↑  Deutscher Kanu-Verband, Ergebnisliste ()
21. ↑  Ardeche-Marathon